# Enric de Monpezat
Enric Maria Joan Andreu de Laborde de Monpezat (en francès: Henri Marie Jean André de Laborde de Monpezat), més conegut com a Enric de Laborde de Monpezat, (Talença, 11 de juny de 1934 - Castell de Fredensborg, 13 de febrer de 2018) fou un aristòcrata francès, príncep consort de Dinamarca entre 1967, any en què contragué matrimoni amb qui seria la reina Margarida II de Dinamarca, i 2016, any en què renuncià després de retirar-se de la vida pública.

## Biografia

### Orígens
Nascut el dia 11 de juny de l'any 1934 a la vila de Talença, al departament de la Gironda, essent fill del comte André de Laborde de Monpezat i de l'aristòcrata Renée Doursenot, pertanyent així a una família de la petita noblesa del sud de França. Els cinc primers anys de la seva vida els passà a Indoxina on el seu pare hi tenia importants interessos econòmics familiars. L'any 1939 retornà a França fins que l'any 1950 la seva família es traslladà de nou a Hanoi, precisament allà, l'any 1952 obtingué el graduat d'educació secundària al Liceu francès. El mateix any ingressà a la Universitat de la Sorbona on obtingué l'any 1957 la doble titulació de llicenciat en dret i en ciències polítiques. Alhora estudià el xinès i el vietnamita a la prestigiosa École Nationale des Langues Orientales. Els anys 1957 i 1958 realitzà unes estades d'estudis a Hong Kong i a Saigon. Acabats els seus estudis acadèmics, el comte Henri realitzà el servei militar obligatori amb l'exèrcit francès a Algèria en el marc de la guerra d'independència. La seva estada a Algèria s'inicià l'any 1959 i conclogué l'any 1962. Acabada la seva formació militar ingressà al Ministeri d'Afers estrangers francès que l'envià com a secretari a l'ambaixada francesa a Londres on treballà des de l'any 1963 fins a l'any 1967.
Fou a la capital anglesa on el comte francès conegué a la princesa Margarida de Dinamarca que estudiava Ciències polítiques a la prestigiosa London School of Economics. Margarida era filla del rei Frederic IX de Dinamarca i de la princesa Íngrid de Suècia i des de l'any 1953 era hereva al tron danès.

### Príncep consort
La parella es casà el 10 de juny de l'any 1967 a Copenhaguen i el 14 de gener de 1972 esdevingué príncep consort quan Margarida succeí al seu pare Frederic IX al tro danès. Tingué dos fills:
- SAR el príncep Frederic de Dinamarca, nat a Copenhaguen el 1968. L'any 2004 contragué matrimoni amb la ciutadana australiana Maria Elisabet Donaldson.

- SAR el príncep Joaquim de Dinamarca, nat a Copenhaguen el 1969. L'any 1995 contragué matrimoni amb la ciutadana de Hong Kong Alexandra Manley. L'any 2007 contragué matrimoni, en segons núpcies, amb la ciutadana francesa Marie Cavallier.

En el moment del seu matrimoni, Enric decidí adoptar el seu nom en danès, Henrik, alhora que el rei Frederic IX de Dinamarca li atorgà el títol de príncep de Dinamarca amb tractament d'altesa reial. Malgrat aquest fet, el príncep consort sempre se sentí relegat pel fet de no haver rebut el títol de rei, ja que la cort danesa prioritzà la figura de la reina i la de la família del príncep hereu, deixant al príncep Enric en un segon pla. En aquest sentit, el príncep ha protagonitzat diferents escàndols que tenen com a denominador comú fugir de la cort i instal·lar-se al Castell de Caix, propietat dels sobirans danesos al sud de França.
A part de les obligacions oficials inherents al càrrec, el príncep va portat a terme tasques de vinicultor a la seva propietat de Caix i de traductor al costat de la seva muller. El príncep parlà a la perfecció el francès, l'anglès, el danès, el xinès i el vietnamita.